# Geografia da Rússia
A Federação Russa é o maior país do mundo em extensão territorial e ocupa o território de 17 075 400 km². Localiza-se na Eurásia da Europa, Norte da Ásia, o que é simbolizado pela águia de duas cabeças no seu brasão.
A Rússia faz fronteira com os seguintes quatorze países, partindo do norte em sentido anti-horário: a Noruega (167 km), a Finlândia (1313 km), a Estónia, a Letónia (294 km), a Bielorrússia (959 km), a Lituânia (227 km), a Polónia (206 km), a Ucrânia (1576 km), a Geórgia (723 km), o Azerbaijão (284 km), o Cazaquistão (6846 km), a China (3645 km), a Mongólia (3441 km) e a Coreia do Norte (19 km) totalizando 19 533 (dos 37 653 totais) quilómetros de fronteiras terrestres.
O país também está próximo dos Estados Unidos, pelo estado do Alasca, Suécia e Japão, dos quais se separa por trechos de mar relativamente curtos, sendo eles o estreito de Bering, o mar Báltico e o estreito de La Pérouse, respectivamente.
Faz parte ainda do território russo, além da porção metropolitana continental, o exclave de Kaliningrado, na zona do mar Báltico, e uma série de ilhas e arquipélagos árcticos, entre os quais os mais importantes são a Terra de Francisco José, as ilhas da Nova Zembla, a ilha de Kolguev, o arquipélago da Terra do Norte, as ilhas da Nova Sibéria e a ilha de Wrangel. Inclui também várias ilhas e arquipélagos no Extremo Oriente, em particular a ilha Sacalina, as ilhas Curilas, as Ilhas Comandante e a península da Crimeia.
O relevo é variado: dominam planícies e vales em 3/4 do território. As planícies do Leste Europeu e do Oeste siberiano, divididas pelos montes Urais, são as maiores do planeta. O ponto mais elevado é o monte Elbrus, com uma altitude de 5633 metros, que é também o ponto mais alto da Europa.
Apesar da grande área que a Rússia possui, apenas 18% do território é coberto de água. Contam-se 120 000 rios, dos quais se destacam o Volga, o Don, o Ienissei, o Lena, o Ob, o Dniepre e o Neva.
Os lagos apresentam-se de formas irregulares e estão, normalmente, no meio de um curso de um rio. O território russo compreende o lago Ladoga, que é o maior da Europa, o Baikal, o Onega, entre outros.
A Rússia possui a maior bacia hidrográfica da Ásia, denominada Bacia do Ob, com 2 975 000 m².
Cerca de 37 000 km de costa delimitam a Rússia dos oceanos Árctico e Pacífico e também do mar Negro e do Cáspio, sem esquecer a zona dos Bálcãs. Os oceanos representam uma importante fonte de riqueza para o país, uma vez que o petróleo e o peixe são produtos obtidos naquelas zonas.
A região mais a norte do país, chamada Sibéria, é a mais fria de todo o país. Registam-se temperaturas no inverno da ordem dos -40 °C ou -50 °C, às vezes chegando aos -60 °C ou até menos. A Sul, o clima é mais quente, havendo campos e estepes onde as temperaturas chegam aos -8 °C.
O verão na Rússia também é variável de região a região, registando-se temperaturas médias de 25 °C. Em certos casos extremos, já houve dias em que se registraram temperaturas superiores a 45 °C.
O frio proveniente da Sibéria alastra-se não só por toda a Rússia como por quase a totalidade da Europa e grande parte da Ásia.
A Rússia é atravessada por quatro climas: ártico, subártico, temperado e subtropical. As estações pode ser caracterizadas assim: inverno longo e nevoso, primavera temperada, verão curto e quente e outono chuvoso. Essas características, entretanto, variam muito por região.